# Santa Luzia (Funchal)
Santa Luzia es una freguesia portuguesa situada en el municipio de Funchal. Según el censo de 2021, tiene una población de 5490 habitantes.